# Établissement rural de Soïouzga
L'établissement rural de Soïouzga (en russe : Ви́нницкое се́льское поселе́ние, en altaï méridional : Билӱлӱниҥ јурт јеезези) est une entité municipale russe du raïon de Maïma dans la république de l'Altaï. Son centre administratif est le village de Soïouzga, et sa population s'élevait à 1 454 habitants en 2021.

## Géographie
L'établissement rural se situe dans le raïon de Maïma, un des dix raïons de la république de l'Altaï, en Sibérie. Il est un des six établissements ruraux du raïon de Maïma. Son centre administratif est le village de Soïouzga,.

## Histoire et statut
À l'époque soviétique, l'établissement rural était un conseil de village (selsoviet). Mais en 1995, le conseil de village a été transformé en administration rurale. Le 13 janvier 2005, à la suite de la réforme municipale, l'administration rurale a été transformée en établissement rural.

## Population
Recensements (*) et estimations de la population,:
| 2010* | 2021* | - | - |
| ----- | ----- | - | - |
| 1 294 | 1 454 | - | - |

## Localités
L'établissement rural compte 3 localités.
| Nom                | Nom russe        | Statut    | Population Recensement 2021 |
| ------------------ | ---------------- | --------- | --------------------------- |
| Souzga             | Соузга           | village   | 1028                        |
| Tourbaza «Iounost» | Турбаза «Юность» | possiolok | 83                          |
| Tcheremchanka      | Черемшанка       | possiolok | 100                         |